# Simpang Duhu Lombang
Simpang Duhu Lombang is een bestuurslaag in het regentschap Mandailing Natal van de provincie Noord-Sumatra, Indonesië. Simpang Duhu Lombang telt 234 inwoners (volkstelling 2010).